# Modpave Felix 5.
Felix 5., egentligt grev Amadeus 8. af Savoyen (”Amadeus den fredelige”, italiensk: il Pacifico), (født 4. december 1383 i Chambéry, Frankrig, død 7. januar 1451 i Genève), var modpave fra 5. november 1439 til 7. april 1449.
Amadeus støttede kejser Sigismund af det tysk-romerske rige og Ungarns kirkepolitik.

## Fyrste af Savoyen, Piemonte og Genève
Amadeus blev greve af Savoyen i 1391. På grund af hans unge alder var hans mor regentinde i de første år af hans regeringsperiode. I 1416 udnævnte kejser Sigismund han til hertug af Savoyen.
I 1401 købte Amadeus købte grevskabet Genève. (Grevskabet bestod af oplandet, mens selve byen blev styret af biskoppen). Købet blev dog først anerkendt i 1424. I 1418 arvede Amadeus fyrstendømmet Piemonte.

## Eneboer
På grund af religiøst sværmeri valgte Amadeus at leve i askese (som eremit) fra 1434. Han indsatte sin søn Ludvig 1. som regent, men Amadeus gav først formelt afkald på sine fyrstelige titler i 1440.

## Modpave
I 1439 besluttede Koncilet i Basel at afsætte Pave Eugenius 4.. I stedet valgte koncilet Amadeus som modpave.
Han accepterede valget og tiltrådte som pave Felix 5.
Det lykkedes ham ikke at blive almindeligt anerkendt. I 1449 nedlagde han værdigheden som pave for igen at blive eremit.
1. ↑  Navnet er anført på engelsk og stammer fra Wikidata hvor navnet endnu ikke findes på dansk.
2. ↑  Navnet er anført på svensk og stammer fra Wikidata hvor navnet endnu ikke findes på dansk.
3. ↑  Navnet er anført på engelsk og stammer fra Wikidata hvor navnet endnu ikke findes på dansk.
4. ↑  Navnet er anført på bokmål og stammer fra Wikidata hvor navnet endnu ikke findes på dansk.